# Коња (Француска)
Коња (фр. Cogna) насеље је и општина у источној Француској у региону Франш-Конте, у департману Јура која припада префектури Лон ле Соније.
По подацима из 2011. године у општини је живело 261 становника, а густина насељености је износила 39,55 становника/km². Општина се простире на површини од 6,6 km². Налази се на средњој надморској висини од 545 метара (максималној 700 m, а минималној 498 m).

## Демографија
| 1962. | 1968. | 1975. | 1982. | 1990. | 1999. | 2011. |
| ----- | ----- | ----- | ----- | ----- | ----- | ----- |
| 197   | 199   | 226   | 216   | 216   | 212   | 261   |

График промене броја становника у току последњих година